# Коле Челорко (Фрозиноне)
Коле Челорко је насеље у Италији у округу Фрозиноне, региону Лацио.
Према процени из 2011. у насељу је живело 33 становника. Насеље се налази на надморској висини од 209 м.